# The Surfer
The Surfer es una película de suspenso psicológico en inglés de 2024 escrita por Thomas Martin, dirigida por Lorcan Finnegan y protagonizada por Nicolas Cage. Sigue a un hombre que planea surfear en una playa idílica con su hijo, pero se ve frustrado y atormentado por los lugareños.
The Surfer tuvo su estreno mundial en la sección Midnight Screenings del 77.º Festival de Cine de Cannes el 18 de mayo de 2024. La película se estrenó en cines en Estados Unidos por Roadside Attractions y Lionsgate el 2 de mayo de 2025, y luego en Australia por Madman Films el 15 de mayo, antes de estrenarse en el servicio de transmisión australiano Stan el 15 de junio.

## Reparto
- Nicolas Cage como el surfista
- Julian McMahon como Scally
- Nic Cassim como el vagabundo
- Miranda Tapsell como fotógrafa
- Alexander Bertrand como Pitbull
- Justin Rosniak como el policía
- Rahel Romahn como agente inmobiliario
- Finn Little como el niño[5]
- Charlotte Maggi como Jenny

## Producción
El casting de Nicolas Cage para la película se anunció en mayo de 2023.  
La película es una coproducción australiana e irlandesa. Fue producido por Tea Shop Productions, Arenamedia, Lovely Productions y Gramercy Park Media, con el apoyo de la austriaca Screenwest .  Luego se informó en octubre y noviembre de 2023 que Cage estaba filmando escenas en Yallingup .   
El rodaje de la película concluyó en diciembre de 2023.

## Estreno
The Surfer tuvo su estreno mundial en la sección Midnight Screenings del 77.º Festival de Cine de Cannes el 18 de mayo de 2024. También se presentó en la sección Limelight del 54.º Festival Internacional de Cine de Róterdam el 31 de enero de 2025. La película se estrenó en cines en Estados Unidos por Roadside Attractions y Lionsgate el 2 de mayo de 2025. Luego se estrenará en cines en Australia por Madman Films el 15 de mayo, antes de estrenarse en el servicio de transmisión australiano Stan el 15 de junio.